# サモス (スペイン)

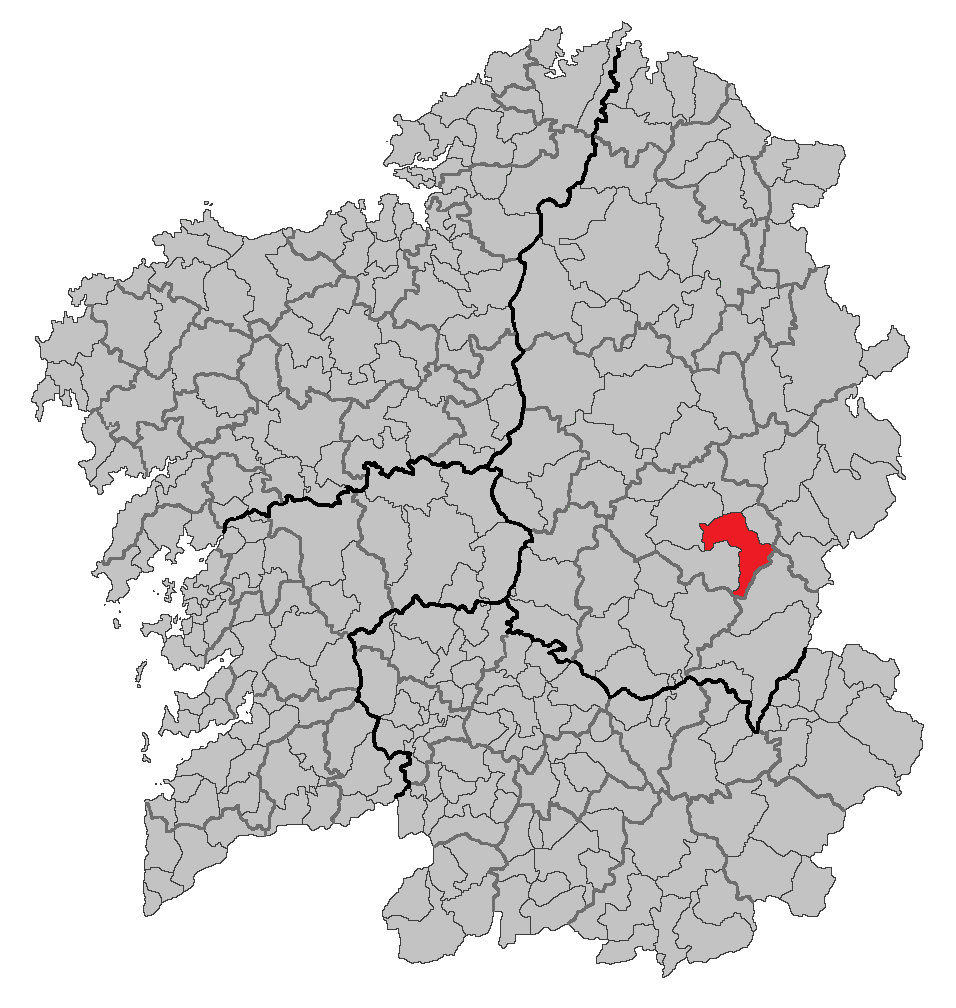

サモス（Samos）は、スペイン、ガリシア州、ルーゴ県の自治体、コマルカ・デ・サリアに属す。ガリシア統計局によれば、2010年の人口は1,646人（2009年：1,707、2006年:1,820人、2005年:1,897人、2004年:1,923人、2003年:1,999人）。住民呼称は、男女同形のsamonense。
ガリシア語話者の自治体住民に占める割合は98.95%（2001年）。

## 地理
サモスはルーゴ県の南部に位置し、コマルカ・デ・サリアに属する。北から西がサリアと、北がランカラと、東がトリアカステーラ、ペドラフィータ・ド・セブレイロと、南東がフォルゴーソ・ド・コウレルと、南がア・ポブラ・ド・ブロジョンと、南から西がオ・インシオの各自治体と隣接、自治体の中心はサモス教区のサモス地区にある。
サモスはサリア司法管轄区、ルーゴ司教区に属する。

### 人口
20世紀初頭以降、サモスから多くの住民が移民していき、およそ70％の人口を失った。特に1940年から1985年にかけての人口の流出は著しい。住民の85％は農業、特に牛、豚、羊などの牧畜業に従事している。
| サモスの人口推移 1900－2010                             |
|                                                         |
| 出典:INE（スペイン国立統計局）1900年 - 1991年、1996年 - |

## 政治
自治体首長はガリシア社会党（PSdeG-PSOE）のフリオ・ガジェーゴ・モウレ（Julio Gallego Moure）、自治体評議員は、ガリシア国民党（PPdeG）：3、ガリシア社会党:3、TEGA（Terra Galega、ガリシアの大地）：2、ガリシア主義党（PG）：1となっている（2007年の自治体選挙の結果、得票順）。

## 教区
サモスは24の教区に分けられる。太字は自治体中心地区のある教区。
- カストロンカン（サンタ・マルタ）
- エストラシス（サンティアーゴ）
- フォルミゲイロス（サンティアーゴ）
- フレイショ（サン・シルベストレ）
- フロジャイス（サン・ミゲル）
- グンドリス（サント・アンドレ）
- ロウレイロ（サンタ・マリーア）
- ロウサーダ（サン・マルティーニョ）
- モンタン（サンタ・マリーア）
- パスカイス（サンタージャ）
- レイリス（サント・エステーボ）
- レンチェ（サンティアーゴ）
- ロメージェ（サン・マルティーニョ）
- サモス（サンタ・シェルトゥルーデ）
- サン・クリストーボ・デ・ロウサラ（サン・クリストーボ）
- サン・クリストーボ・ド・レアル（サン・クリストーボ）
- サン・マメーデ・ド・コウト（サン・マメーデ）
- サン・マルティーニョ・ド・レアル（サン・マルティーニョ）
- サン・シル・デ・カルバージョ（サン・シル）
- サン・ショアン・デ・ロウサラ（サン・ショアン）
- サンタージャ（サン・ショセ）
- スニーデ（サンタ・マリーア）
- テイビリーデ（サン・シュリアン）
- ソオー（サンティアーゴ）